# 佐藤遵樹
佐藤 遵樹（さとう じゅんき、1994年7月12日 - ）は、千葉県出身のサッカー選手。ポジションはミッドフィールダー（MF）。
現在は改姓し、古川 遵樹（ふるかわ じゅんき）。

## 来歴
ジェフユナイテッド千葉U-18から専修大学に進学。2017年、ザスパクサツ群馬にアマチュア契約にて入団。同年8月18日に志村駿太、早坂龍之介と共に選手の強化・育成において、公式戦での実戦経験を積むために群馬に復帰することを前提としてtonan前橋へ移籍する事を発表。しかしシーズン終了後、志村は群馬へ復帰、早坂は前橋で契約更新をしたが、佐藤は群馬・前橋両クラブから契約満了が発表された。
2018年1月、マルタ共和国・マルタ・ファーストディビジョン（2部）のゼイトゥン・コリンシャンズFC（Zejtun Corinthians F.C.）にプロ契約で加入することが発表された。
2019年、同国・ゴゾ島のゴゾ島・フットボールリーグ・ファースト・ディヴィジョン（1部）のギャジンシエレムFCに移籍。

## 所属クラブ
ユース経歴
- 青葉台FC
- ジェフユナイテッド千葉U-15辰巳台
- ジェフユナイテッド千葉U-18
- 専修大学

プロクラブ経歴
- 2017年 - 同年8月  ザスパクサツ群馬（アマチュア契約）
- 2017年8月 - 同年12月  tonan前橋
- 2018年  ゼイトゥン・コリンシャンズFC
- 2019年  ギャジンシエレムFC

## 個人成績
| 国内大会個人成績 | 国内大会個人成績 | 国内大会個人成績 | 国内大会個人成績 | 国内大会個人成績 | 国内大会個人成績 | 国内大会個人成績 | 国内大会個人成績 | 国内大会個人成績 | 国内大会個人成績 | 国内大会個人成績 | 国内大会個人成績 |
| 年度             | クラブ           | 背番号           | リーグ           | リーグ戦         | リーグ戦         | リーグ杯         | リーグ杯         | オープン杯       | オープン杯       | 期間通算         | 期間通算         |
| 年度             | クラブ           | 背番号           | リーグ           | 出場             | 得点             | 出場             | 得点             | 出場             | 得点             | 出場             | 得点             |
| 日本             | 日本             | 日本             | 日本             | リーグ戦         | リーグ戦         | リーグ杯         | リーグ杯         | 天皇杯           | 天皇杯           | 期間通算         | 期間通算         |
| ---------------- | ---------------- | ---------------- | ---------------- | ---------------- | ---------------- | ---------------- | ---------------- | ---------------- | ---------------- | ---------------- | ---------------- |
| 2017             | 群馬             | 29               | J2               | 0                | 0                | -                | -                | 0                | 0                | 0                | 0                |
| 2017             | 前橋             | 17               | 関東2部          | 5                | 1                | -                | -                | -                | -                | 5                | 1                |
| 通算             | 日本             | 日本             | J2               | 0                | 0                | -                | -                | 0                | 0                | 0                | 0                |
| 通算             | 日本             | 日本             | 関東2部          | 5                | 1                | -                | -                | -                | -                | 5                | 1                |
| 総通算           | 総通算           | 総通算           | 総通算           | 5                | 1                | -                | -                | 0                | 0                | 5                | 1                |

## 代表歴
- 関東学生選抜
  - 2014年、デンソーカップチャレンジ関東選抜A[9]